# Alemannische Minuskel

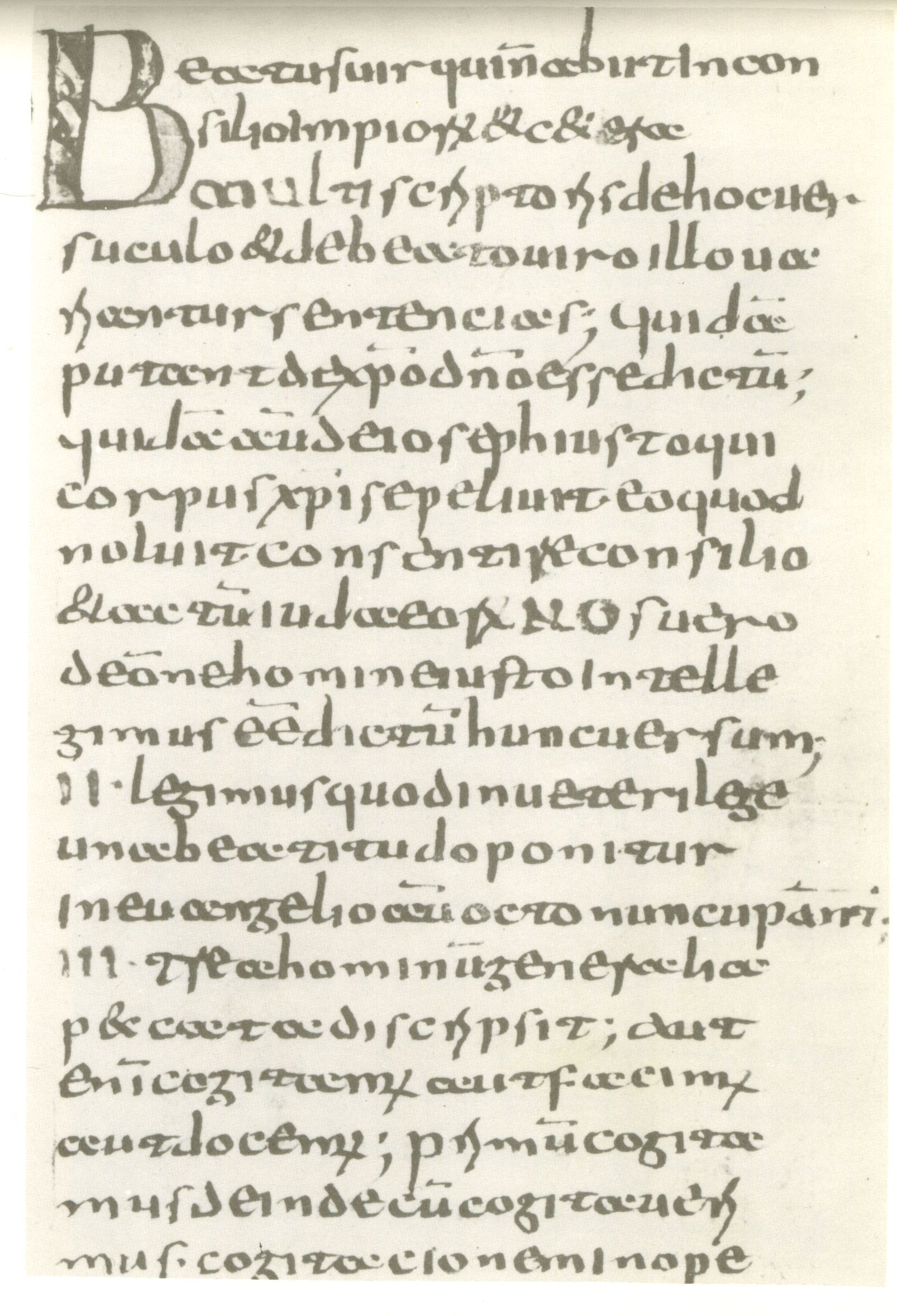
Alemannische Minuskel in einer 781 geschriebenen Handschrift. St. Gallen, Stiftsbibliothek, Codex 11, Seite 59

Als alemannische Minuskel bezeichnet man eine regionale Minuskelschrift, die von etwa 740 bis 840 im Bodenseeraum in Gebrauch war. Sie wurde von der karolingischen Minuskel abgelöst.

## Verbreitung
Die alemannische Minuskel erhielt ihren Namen vom Schweizer Paläographen Albert Bruckner, der sie in den 1930er Jahren beschrieb und von anderen Regionalschriften unterschied.
Die beiden Zentren dieser Schrift waren die Skriptorien der Klöster St. Gallen und Reichenau. Vermutlich war sie ebenfalls in der Domschule von Konstanz sowie in den Klöstern Freising, Murbach und Mondsee in Gebrauch. Man verwendete sie sowohl für Urkunden als auch für Codices, wie auch für die Beschriftungen des St. Galler Klosterplans.

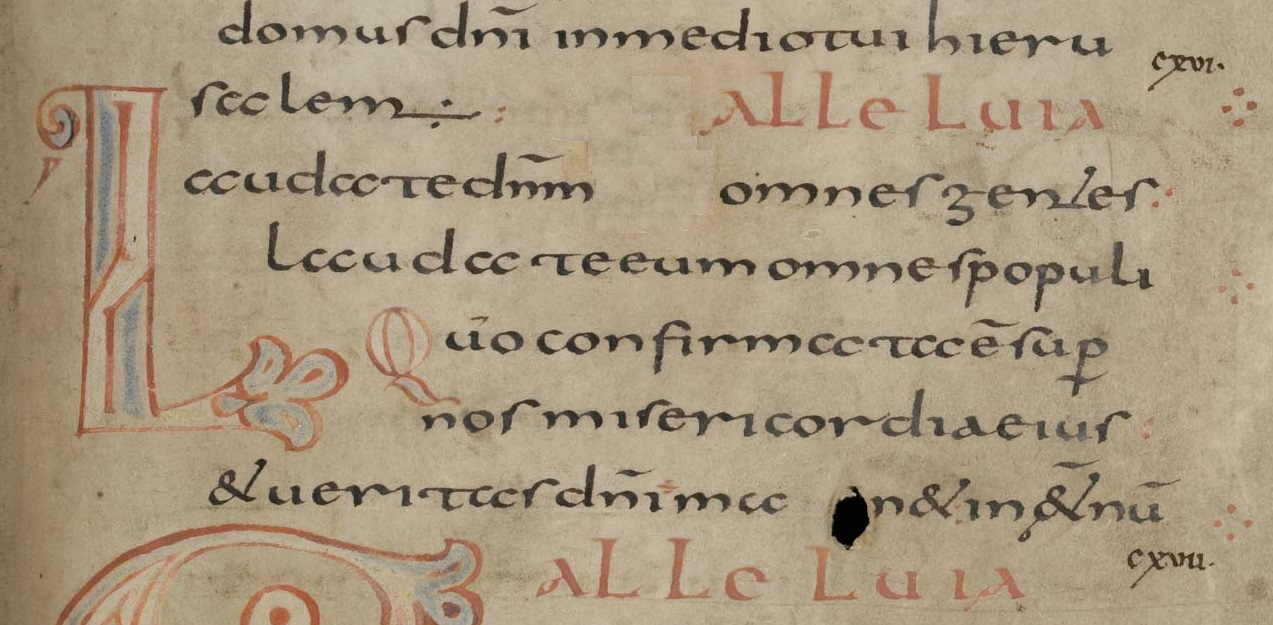
Psalm 117 (116) im Wolfcoz-Psalter, um 825

## Charakteristik
Wie alle Minuskelschriften ist auch diese eine Weiterentwicklung der jüngeren römischen Kursive. Sie zeichnet sich durch breite, schön gerundete Buchstaben und gut proportionierte Oberlängen bei wenig Neigung und weitem Zeilenabstand aus. Typisch sind
- das sogenannte cc-a, ein aus zwei Bögen gebildeter Buchstabe „a“ (im Schriftbeispiel gut zu erkennen: 1. Wort, Zeile 4 „laudate“),
- der Buchstabe „g“ in der Form einer 3,
- und die nt-Ligatur in der Wortmitte, mit dem nach unten verrutschten Querbalken beim „t“ (beides gut zu erkennen beim letzten Wort der dritten Zeile: „gentes“).[3]